# Chantal Compaoré
Chantal Compaoré (Dabou, Costa de Marfil, 1962), nacida como Chantal Terrasson de Fougères, es la esposa franco-marfileña del expresidente de Burkina Faso, Blaise Compaoré. Después de convertirse en primera dama en 1987, dedicó gran parte de su tiempo a obras de caridad. Su marido, quien llegó al poder mediante un sangriento golpe militar en 1987, fue derrocado en el levantamiento de Burkina Faso de 2014. Posteriormente, se vio obligada a huir a su país de origen y exiliarse junto con su marido.

## Biografía

### Infancia y juventud
Chantal Compaoré nació como Chantal Terrasson de Fougères, en Costa de Marfil. Sus padres fueron Simone Vicens, que tenía raíces en el Alto Volta francés (actual Burkina Faso) y el Dr. Jean Terrasson Kourouma, quien era un hijo extramatrimonial del administrador colonial francés Jean Henri Terrasson de Fougères, quien a su vez sirvió durante muchos años como gobernador del Sudán francés. Su familia estaba estrechamente relacionada con la de Félix Houphouët-Boigny, el primer presidente del país desde 1960 hasta su muerte en 1993, que mantuvo políticas de fuerte anticomunismo y estrechas relaciones con la antigua potencia colonial Francia, gobernando Costa de Marfil como un estado de partido único. Algunas fuentes consideran que Chantal era en realidad hija de Houphouët-Boigny, quien se sabe que tuvo un hijo fuera del matrimonio en 1961.
Conoció al capitán Blaise Compaoré, entonces ministro de Estado de Justicia de Burkina Faso, el 15 de enero de 1985, cuando el joven militar visitó la capital de Costa de Marfil, Abiyán, y al presidente de este país, Houphouët-Boigny. Compaoré había formado parte del gobierno de Burkina Faso durante un año y medio, desde que lanzó un golpe militar contra Jean-Baptiste Ouédraogo en lo que entonces era la República del Alto Volta el 4 de agosto de 1983 junto con otros miembros del conocido como «Grupo de Oficiales Comunistas». Después del golpe, puso a su amigo cercano, el capitán Thomas Sankara, en el cargo de presidente. Los dos habían estado implicados anteriormente en el golpe de Estado de 1980 contra Saye Zerbo.
Blaise y Chantal se casaron el 29 de junio de 1985, cinco meses después de que se conocieran por primera vez. Según la mayoría de las fuentes, el matrimonio había sido concertado de una manera u otra por el presidente Houphouët-Boigny, que quería un aliado dentro del gobierno revolucionario de izquierda de Burkina Faso, con el que chocaba frecuentemente en aquella época. Según el Dr. Valère Somé, exministro de Educación Superior e Investigación y destacado ideólogo de la «Revolución Democrática y Popular» de Sankara, Chantal chocó en repetidas ocasiones con el presidente, refiriéndose una vez públicamente a su «simulada revolución» durante una cena después que Sankara no le permitiera servirle champán.

### Primera dama de Burkina Faso

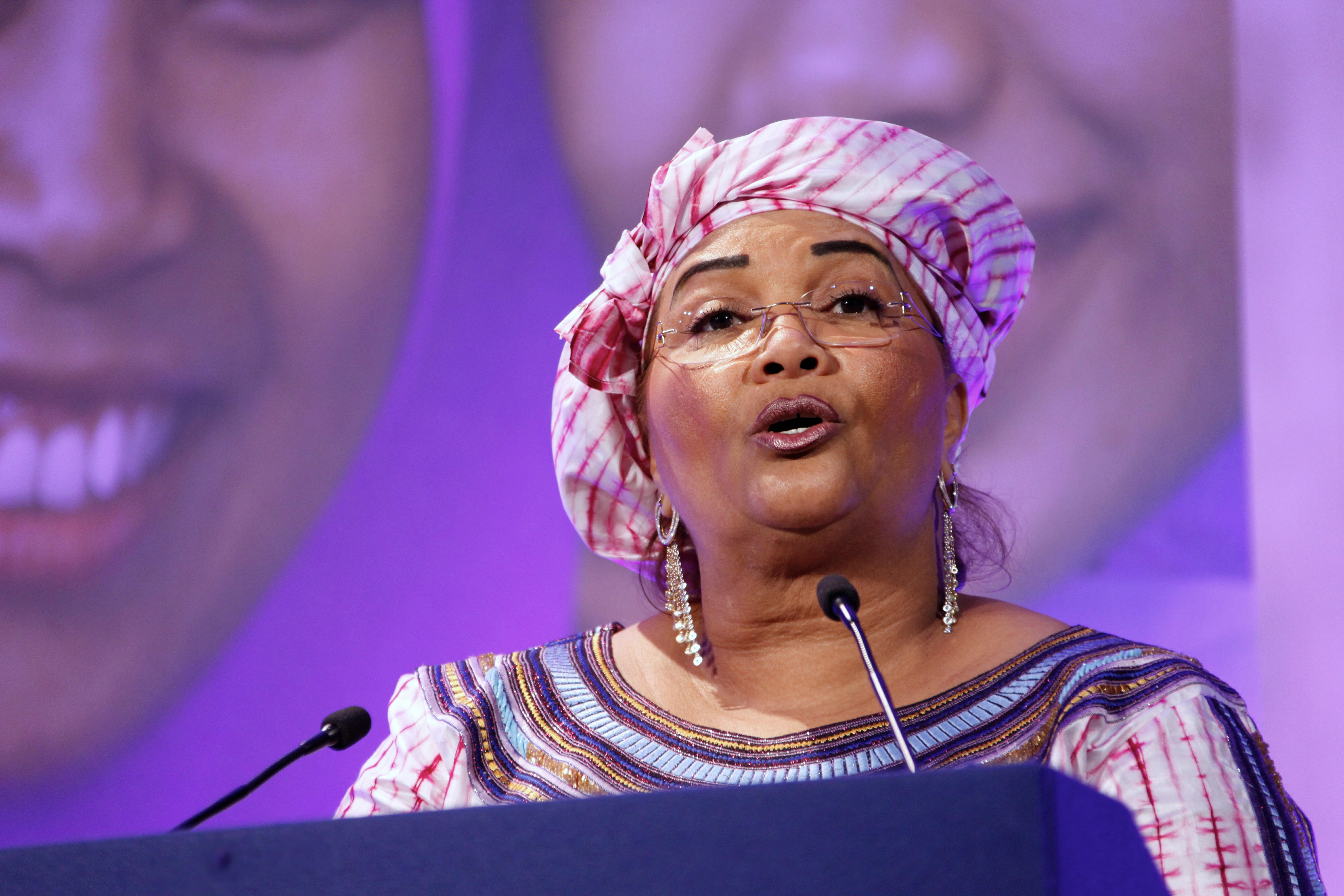
Chantal Compaoré durante un discurso en la Cumbre de Londres sobre planificación familiar, en 2012.

El 15 de octubre de 1987, tras las crecientes tensiones entre ambos, Thomas Sankara fue asesinado a tiros en un golpe de Estado militar orquestado por su antiguo compañero y amigo Blaise Compaoré. El presidente marfileño Félix Houphouët-Boigny estuvo muy involucrado en el golpe y es muy posible que Francia también estuviera involucrada. Blaise asumió el cargo de presidente de Burkina Faso, convirtiendo a su esposa en la primera dama del país. Su predecesora, Mariam Sankara, huyó del país con sus dos hijos. El presidente Compaoré pronto acabaría con la mayoría de las reformas realizadas por Sankara.
Poco después, Désirée «Daisy» Delafosse, viuda de Adolphus Tolbert, «hermana de crianza» de Chantal y ahijada del presidente Houphouët-Boigny, llegó a Burkina Faso. Su marido era hijo del presidente William R. Tolbert de Liberia y había sido asesinado en 1980 por las fuerzas de Samuel Doe, que había matado al mayor Tolbert en un golpe de Estado. Su presencia en el séquito presidencial y las estrechas conexiones entre Houphouët-Boigny y el matrimonio Compaoré fueron un factor que contribuyó a las muy frías relaciones entre Liberia y Burkina Faso en los años siguientes, así como a la participación militar de Burkina Faso en la Primera guerra civil liberiana. del lado del amigo cercano de Blaise, Charles Taylor.
Blaise Compaoré ocuparía la presidencia de Burkina Faso durante 27 años, pasando gradualmente de una dictadura militar pura a un Estado multipartidista, calificado de «régimen autoritario» en 2012 por el Índice de Democracia, con libertades políticas restringidas, corrupción política generalizada y casos de violencia patrocinada por el Estado, entre otras cosas. El país también siguió siendo uno de los más pobres y subdesarrollados del mundo. Chantal Compaoré pasó gran parte de la presidencia de su marido dedicándose a obras de caridad, tanto en el país como en el extranjero, por ejemplo, fundó la Asociación Burkina para la Protección de la Infancia en 1989, posteriormente, en 1997, pasó a llamarse Fundación Suka, que trabajaba principalmente para ayudar a los niños a través de mejoras en la atención médica, la vivienda y la educación. Su fundación y la de Chantal Biya, primera dama de Camerún, se unieron en una campaña para detener la propagación del VIH/sida.

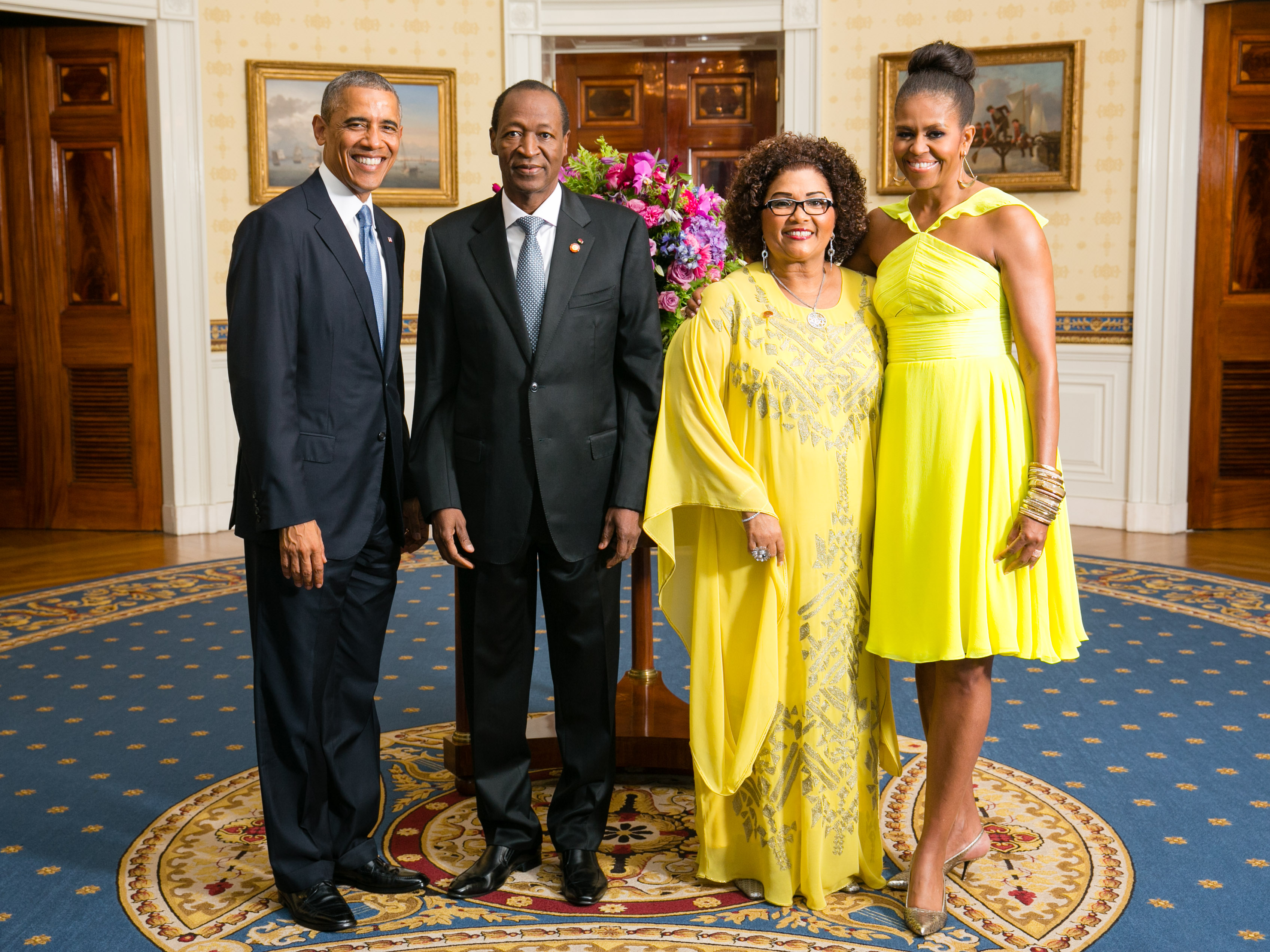
El matrimonio Compaoré y el matrimonio Obama en la Casa Blanca, en 2014.

También viajó mucho al extranjero, a veces junto con el presidente en visitas diplomáticas oficiales de estado, como una visita a la Casa Blanca y una reunión con el presidente de los Estados Unidos, Barack Obama, y su esposa, Michelle Obama, en agosto de 2014. También escribió extensamente sobre cuestiones de desarrollo humano; por ejemplo, publicó un editorial en 2009 en el periódico británico The Guardian, elogiando al presidente Hosni Mubarak de Egipto y al presidente Yoweri Museveni de Uganda por sus posturas sobre la mutilación genital femenina y pidiendo que se trabaje más contra esta práctica en África.

### Exilio
Durante su presidencia, Blaise Compaoré enfrentó numerosos desafíos por parte de una población cada vez más insatisfecha y tensa, en particular las protestas de Burkina Faso de 2011, que vieron varios meses de motines militares, protestas callejeras, huelgas laborales, ataques incendiarios, etc. Blaise Compaoré huyó brevemente de la capital, Uagadugú, y se refugió en su ciudad natal Ziniaré (se desconoce si su esposa lo siguió hasta allí). Las protestas fueron finalmente sofocadas mediante una combinación de fuerza, pero marcaron un punto de inflexión en el régimen de Compoaré que duró una década.
El 28 de octubre de 2014, después de que el presidente intentara eliminar el límite constitucional del mandato presidencial antes de las elecciones de 2014, estalló la Revolución de Burkina Faso de 2014. Una vez más estallaron protestas masivas, en parte inspiradas por la memoria del antiguo presidente asesinado Thomas Sankara, y los militares finalmente decidieron hacerse cargo de la situación. El 31 de octubre de 2014, Blaise Compaoré dimitió como presidente, lo que significaba que Chantal ya no era primera dama del país, y los dos se exiliaron. Inicialmente se informó que el expresidente había huido a Senegal, lo que luego fue desmentido. Posteriormente se aseguró que un convoy fuertemente armado en el que se creía que viajaba Compaoré se dirigía hacia la ciudad sureña de Pô, donde había iniciado el golpe militar de 1983. Sin embargo, se desvió antes de llegar a la localidad y luego huyó a Costa de Marfil, donde la pareja finalmente se refugió con el apoyo del presidente Alassane Ouattara.
Poco después de su llegada, Radio Francia Internacional consiguió concertar una primera entrevista con Chantal tras su exilio, celebrada durante una reunión secreta. La ex primera dama había llegado a Yamusukro antes que su marido y inicialmente lo había esperado en Korhogo, cerca de la frontera entre Burkina Faso y Costa de Marfil.
En octubre de 2021 comenzó el juicio contra los presuntos autores del asesinato de Thomas Sankara. El 6 de abril de 2022, el tribunal militar de Uagadugú condenó, en rebeldía, a Blaise Compaoré, sucesor y antiguo amigo de Sankara, exiliado en Costa de Marfil, a cadena perpetua por «complicidad en asesinatos» y «atentado a la seguridad del Estado». Junto a él también fueron condenados a cadena perpetua su antiguo jefe de seguridad, Hyancinte Kafando, y su exjefe de gabinete, Gilbert Diendéré. En 2024, Compaoré regresó al país a invitación de la junta militar que en ese momento gobiernaba el país en el marco de la reconciliación nacional, promovida por el presidente burkinés, el teniente coronel Paul-Henri Sandaogo Damiba. A su llegada pidió «disculpas al pueblo de Burkina Faso por todos los actos que pude haber cometido durante mi mandato y, más particularmente, a la familia de mi hermano y amigo Thomas Sankara». También aseguró deplorar desde el fondo de su corazón «todo el sufrimiento y drama vivido por todas las víctimas» durante su mandato al frente del país.